# 石川試薬

石川試薬の成分。左が主成分のN,N-ジエチル(1,1,2,3,3,3-ヘキサフルオロプロピル)アミン、右がN,N-ジエチル((E)-ペンタフルオロプロペニル)アミン

石川試薬（いしかわしやく）とは、有機合成化学で用いられるフッ素化のための試薬。アルコールをフッ化アルキルに変えたり、カルボン酸を酸フッ化物に変えたりする作用を示す。1979年、東京工業大学教授の石川延男らによって開発された。CAS登録番号は309-88-6。
石川試薬はN,N-ジエチル(1,1,2,3,3,3-ヘキサフルオロプロピル)アミン（ヘキサフルオロプロピルジエチルアミン、Et2N-CF2-CHF-CF3）とN,N-ジエチル((E)-ペンタフルオロプロペニル)アミン（Et2N-FC=FC-CF3）からなる混合物で、前者が反応活性種である。後者のエナミンは反応の進行によって発生するフッ化水素の作用で前者のアミンに変わる。
石川試薬は三フッ化N,N-ジエチルアミノ硫黄 (DAST) の代替として良く知られる。安価で無毒な原料から容易に合成でき、しかも安定に保管できるという利点がある。クロロトリフルオロエチレンとジエチルアミンの付加体である Yarovenko試薬の改良版にあたる。Yarovenko試薬は、ひとたび調製すると密栓できる容器に入れて冷蔵庫中で保管しても数日しかもたなかった。
石川試薬は、穏やかな条件下において一級アルコールを高収率でフッ化アルキルに変換するために頻用される。しかし、二級、三級のアルコールでは脱離反応によりアルケンを副生する。

## 調製
石川試薬はジエチルアミンのエーテル溶液に 0 ℃ でヘキサフルオロプロペンを加え、減圧蒸留することで生成される。副生するエナミンの量は温度に依存し、高温下ではエナミンの生成が多い。